# Mulgrew Miller
Mulgrew Miller (Greenwood, 1955. augusztus 13. – Allentown, 2013. május 29.) amerikai dzsesszzongorista.

## Pályafutása
Miller a szüleitől hatéves korában kapott egy zongorát. 14 évesen látta a tévében Oscar Petersont játszani és lenyűgözte a dzsesszzene.
Miller a Memphis Állami Egyetemen és Bostonban tanult. A következő két évtizedben turnézó zongorista volt. Legfontosabb kapcsolatai között szerepelt a Duke Ellington Orchestra (amelyet Mercer Ellington – Duke Ellington fia − vezetett), az énekesnő Betty Carter, a trombitás Woody Shaw, a dobosok, Tony Williams és Art Blakey, akiknek zenekara a fiatal tehetségek akadémiájaként működött.
Noha Miller sokkal többet volt a zenekarokban csak az egyik zenész, zenekarvezetőként is jócskán több mint egy tucat albumból álló szólódiszkográfiát hagyott maga után.
Debütáló felvételét 1985-ben adta ki; két évvel később pedig a Wingspant, amely híressé a nevét az általa vezetett zenekarral. A következő években Miller gyakran fellépett fiatalabb zenészekből ből álló triókkalal is.
Miller játékát gyakran az NPR Music JazzSet című műsora is rögzítette. Triója fellépett a washingtoni Kennedy Centerben, a Detroiti Jazz Fesztiválon, és duettezett Kenny Barron zongoristával is.

## Albumok
- 1985: Keys to the City
- 1986: Work
- 1987: Wingspan
- 1988: The Countdown
- 1990: From Day to Day
- 1991: Time and Again
- 1992: Landmarks
- 1992: Hand In Hand
- 1993: With Our Own Eyes
- 1995: Getting to Know You
- 2002: The Sequel
- 2004: Live At Yoshi's, Vol. 1
- 2005: Live at Yoshi's, Vol. 2
- 2006: Live at the Kennedy Center Vol. 1
- 2007: Live at the Kennedy Center: Vol. 2